# ISO 11446
Norma popisuje zapojení 13. pólové zásuvky automobilů pro připojení elektrické soustavy přípojných vozidel.

## Zapojení 13-pólové zásuvky přívěsu dle (ISO 11446-1:2012-03)

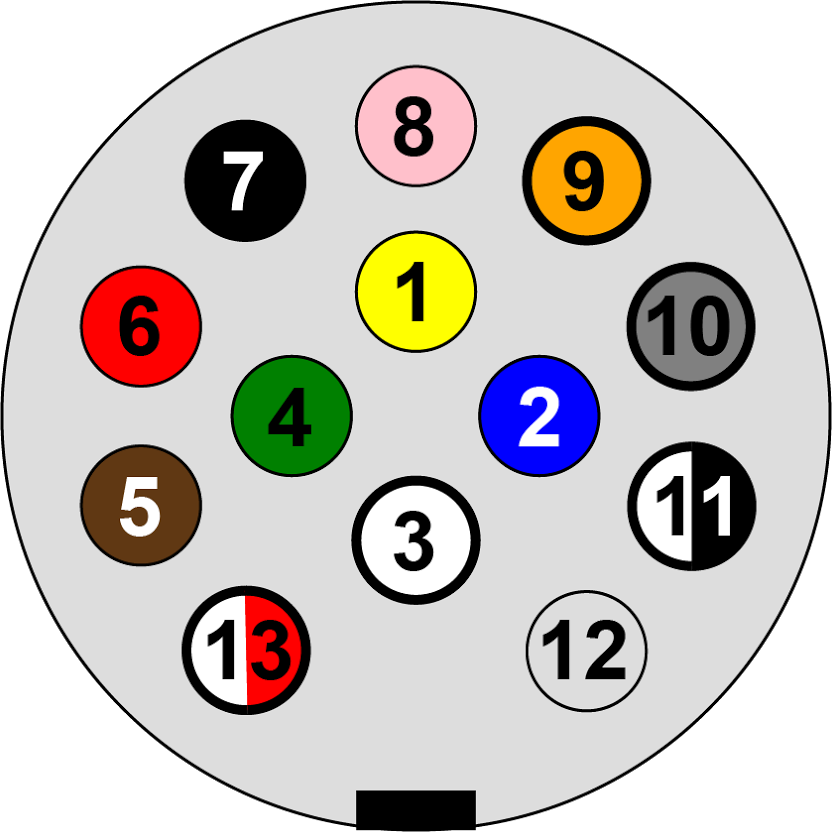
13-pólová zásuvka přívěsu

Zapojení konektorů - pohled do otevřené zásuvky (na vozidle), nebo na stranu vodičů zástrčky (na přívěsu)
| Poz | DIN | Popis zapojení                                         | Barva vodiče | Průřez (mm2) | Pozn |
| --- | --- | ------------------------------------------------------ | ------------ | ------------ | ---- |
| 1   | L   | Levé směrové světlo                                    | Žlutá        | 1,5          |      |
| 2   |     | Zadní mlhové světlo (+)                                | Modrá        | 1,5          |      |
| 3   | 31  | Kostra k poz. 1, 2 a 4 až 8                            | Bílá         | 2,5          | 1)   |
| 4   | R   | Pravé směrové světlo                                   | Zelená       | 1,5          |      |
| 5   | 58R | Zadní obrysové světlo P a osvětlení registrační značky | Hnědý        | 1,5          | 3)   |
| 6   | 54  | Brzdová světla                                         | Červený      | 1,5          |      |
| 7   | 58L | Zadní obrysové světlo L a osvětlení registrační značky | Černý        | 1,5          | 3)   |
| 8   |     | Couvací světla                                         | Růžový       | 1,5          |      |
| 9   | 30  | Trvalé + 12 V                                          | Oranžový     | 2,5          |      |
| 10  | 15  | Spínané + 12 V (zapnuté klíčky)                        | Šedý tmavý   | 2,5          |      |
| 11  | 31  | Kostra k pozici 10                                     | Bílo-černý   | 2,5          | 1)   |
| 12  |     | Nezapojeno, rezervováno pro budoucí využití            | Šedý světlý  | 1,5          | 2)   |
| 13  | 31  | Kostra k pozici 9                                      | Bílo-červený | 2,5          | 1)   |

Pozn.:
- 1) Kostry na pozicích 3, 11 a 13 nesmí být propojeny na straně přívěsu, každá musí mít svůj okruh.
- 2) Varianty neodpovídající normě, ale používané: Barva vodiče je často Bílo-modrá; vodič se v normě ISO 11446:2002 používal pro kontrolu připojení přívěsu (propojeno na straně přívěsu s pozicí 3-kostrou). V nové revizi normy ISO 11446:2004 je rezervován pro budoucí využití. ISO 11446-1:2012 stále předpokládá jeho využití pro budoucí použití.
- 3) Osvětlení zadní poznávací značky musí být realizováno takovým způsobem, aby žádný ze zdrojů světla neměl společné připojení na oba kontakty 5 a 7.